# Tchécoslovaquie aux Jeux olympiques
 (novembre 2023).
Si vous disposez d'ouvrages ou d'articles de référence ou si vous connaissez des sites web de qualité traitant du thème abordé ici, merci de compléter l'article en donnant les références utiles à sa vérifiabilité et en les liant à la section « Notes et références ».
La Tchécoslovaquie a participé à ses premiers Jeux olympiques en 1920 à Anvers. Elle succédait à la Bohême, qui avait participé aux Jeux entre 1900 et 1912. De 1920 à 1992, la Tchécoslovaquie a envoyé des athlètes à chaque Jeux olympiques d'été, sauf en 1984 lors du boycott des Jeux de Los Angeles. La Tchécoslovaquie a participé à tous les Jeux olympiques d'hiver entre 1924 et 1992.
Depuis la disparition de la Tchécoslovaquie en 1993, c'est la République tchèque et la Slovaquie qui participent aux Jeux olympiques. 
La Tchécoslovaquie a remporté 142 médailles aux Jeux olympiques d'été (dont 35 en gymnastique) et 26 médailles lors des Jeux olympiques d'hiver.

## Tableau des médailles

### Par année
| Année            | Athlètes          | Médaille d'or, Jeux olympiques | Médaille d'argent, Jeux olympiques | Médaille de bronze, Jeux olympiques | Total             | Rang              |
| Anvers 1920      | 121               | 0                              | 0                                  | 2                                   | 2                 | 21e               |
| Paris 1924       | 133               | 1                              | 4                                  | 5                                   | 10                | 15e               |
| Amsterdam 1928   | 70                | 2                              | 5                                  | 2                                   | 9                 | 14e               |
| Los Angeles 1932 | 7                 | 1                              | 2                                  | 1                                   | 4                 | 17e               |
| Berlin 1936      | 188               | 3                              | 5                                  | 0                                   | 8                 | 12e               |
| Londres 1948     | 87                | 6                              | 2                                  | 3                                   | 11                | 8e                |
| Helsinki 1952    | 99                | 7                              | 3                                  | 3                                   | 13                | 6e                |
| Melbourne 1956   | 63                | 1                              | 4                                  | 1                                   | 6                 | 18e               |
| Rome 1960        | 116               | 3                              | 2                                  | 3                                   | 8                 | 10e               |
| Tokyo 1964       | 104               | 5                              | 6                                  | 3                                   | 14                | 9e                |
| Mexico 1968      | 121               | 7                              | 2                                  | 4                                   | 13                | 7e                |
| Munich 1972      | 181               | 2                              | 4                                  | 2                                   | 8                 | 18e               |
| Montréal 1976    | 163               | 2                              | 2                                  | 4                                   | 8                 | 17e               |
| Moscou 1980      | 209               | 2                              | 3                                  | 9                                   | 14                | 13e               |
| Los Angeles 1984 | N'a pas participé | N'a pas participé              | N'a pas participé                  | N'a pas participé                   | N'a pas participé | N'a pas participé |
| Séoul 1988       | 163               | 3                              | 3                                  | 2                                   | 8                 | 17e               |
| Barcelone 1992   | 208               | 4                              | 2                                  | 1                                   | 7                 | 15e               |
| Total            | 2033              | 49                             | 49                                 | 45                                  | 143               | 31e               |

| Année                       | Athlètes | Médaille d'or, Jeux olympiques | Médaille d'argent, Jeux olympiques | Médaille de bronze, Jeux olympiques | Total | Rang |
| Chamonix 1924               | 27       | 0                              | 0                                  | 0                                   | 0     | -    |
| Saint-Moritz 1928           | 29       | 0                              | 0                                  | 1                                   | 1     | 8e   |
| Lake Placid 1932            | 6        | 0                              | 0                                  | 0                                   | 0     | -    |
| Garmisch-Partenkirchen 1936 | 48       | 0                              | 0                                  | 0                                   | 0     | -    |
| Saint-Moritz 1948           | 47       | 0                              | 1                                  | 0                                   | 1     | 11e  |
| Oslo 1952                   | 22       | 0                              | 0                                  | 0                                   | 0     | -    |
| Cortina d'Ampezzo 1956      | 41       | 0                              | 0                                  | 0                                   | 0     | -    |
| Squaw Valley 1960           | 21       | 0                              | 1                                  | 0                                   | 1     | 13e  |
| Innsbruck 1964              | 46       | 0                              | 0                                  | 1                                   | 1     | 13e  |
| Grenoble 1968               | 48       | 1                              | 2                                  | 1                                   | 4     | 12e  |
| Sapporo 1972                | 41       | 1                              | 0                                  | 2                                   | 3     | 12e  |
| Innsbruck 1976              | 58       | 0                              | 1                                  | 0                                   | 1     | 13e  |
| Lake Placid 1980            | 41       | 0                              | 0                                  | 1                                   | 1     | 17e  |
| Sarajevo 1984               | 50       | 0                              | 2                                  | 4                                   | 6     | 12e  |
| Calgary 1988                | 60       | 0                              | 1                                  | 2                                   | 3     | 15e  |
| Albertville 1992            | 74       | 0                              | 0                                  | 3                                   | 3     | 18e  |
| Total                       | 659      | 2                              | 8                                  | 15                                  | 25    | 26e  |

## Médailles par sport

### Aux Jeux olympiques d'été
| Sport              | Or | Argent | Bronze | Total |
| Gymnastique        | 12 | 13     | 10     | 35    |
| Athlétisme         | 11 | 8      | 5      | 24    |
| Canoë-kayak        | 7  | 4      | 1      | 12    |
| Tir                | 4  | 3      | 2      | 9     |
| Haltérophilie      | 3  | 2      | 3      | 8     |
| Boxe               | 3  | 1      | 2      | 6     |
| Aviron             | 2  | 2      | 7      | 11    |
| Cyclisme           | 2  | 2      | 2      | 6     |
| Lutte              | 1  | 7      | 7      | 15    |
| Tennis             | 1  | 1      | 2      | 4     |
| Plongeon           | 1  | 1      | 0      | 2     |
| Football           | 1  | 1      | 0      | 2     |
| Équitation         | 1  | 0      | 0      | 1     |
| Pentathlon moderne | 0  | 1      | 1      | 2     |
| Volley-ball        | 0  | 1      | 1      | 2     |
| Hockey sur gazon   | 0  | 1      | 0      | 1     |
| Handball           | 0  | 1      | 0      | 1     |
| Judo               | 0  | 0      | 1      | 1     |
| Total              | 49 | 49     | 44     | 142   |

Bien que gagnée lors des Jeux olympiques d'été de 1920, la médaille de Bronze acquise en Hockey sur glace est comptabilisée dans les sports d'hiver.

### Aux Jeux olympiques d'hiver
| Sport               | Or | Argent | Bronze | Total |
| Saut à ski          | 1  | 2      | 4      | 7     |
| Patinage artistique | 1  | 1      | 3      | 5     |
| Hockey sur glace    | 0  | 4      | 4      | 8     |
| Ski de fond         | 0  | 1      | 4      | 5     |
| Ski alpin           | 0  | 0      | 1      | 1     |
| Total               | 2  | 8      | 16     | 26    |

Ce tableau comptabilise la médaille de bronze gagnée en Hockey sur glace aux Jeux olympiques d'été de 1920.